# Jarynówka (przystanek kolejowy)
Jarynówka (ukr. Яринівка, ros. Яриновка) – przystanek kolejowy w miejscowości Jarynówka, w rejonie rówieńskim, w obwodzie rówieńskim, na Ukrainie. Położony jest na linii Równe – Baranowicze – Wilno.